# Liste des députés européens de Finlande de la 10e législature

Cet article présente la liste des députés européens de Finlande élus lors des élections européennes de 2024 en Finlande.

## Députés européens élus en 2024
| Nom                  | Parti | Parti                               | Groupe | Groupe    |
| -------------------- | ----- | ----------------------------------- | ------ | --------- |
| Mika Aaltola         |       | Parti de la coalition nationale     |        | PPE       |
| Li Andersson         |       | Alliance de gauche                  |        | Gauche    |
| Maria Guzenina       |       | Parti social-démocrate de Finlande  |        | S&D       |
| Eero Heinäluoma      |       | Parti social-démocrate de Finlande  |        | S&D       |
| Anna-Maja Henriksson |       | Parti populaire suédois de Finlande |        | RE        |
| Elsi Katainen        |       | Parti du centre                     |        | RE        |
| Katri Kulmuni        |       | Parti du centre                     |        | RE        |
| Merja Kyllönen       |       | Alliance de gauche                  |        | Gauche    |
| Ville Niinistö       |       | Ligue verte                         |        | Verts/ALE |
| Maria Ohisalo        |       | Ligue verte                         |        | Verts/ALE |
| Sirpa Pietikäinen    |       | Parti de la coalition nationale     |        | PPE       |
| Aura Salla           |       | Parti de la coalition nationale     |        | PPE       |
| Jussi Saramo         |       | Alliance de gauche                  |        | Gauche    |
| Pekka Toveri         |       | Parti de la coalition nationale     |        | PPE       |
| Sebastian Tynkkynen  |       | Parti des Finlandais                |        | CRE       |